# 辰巳町 (名古屋市中区)
辰巳町（たつみちょう）は、愛知県名古屋市中区の地名。

## 地理
名古屋城下町から東に続く町の一つであった。建中寺の南に位置し、車道筋の西側、水筒先筋の南端にあたる。

## 歴史

### 町名の由来
名古屋城の南東（辰巳）の方向に位置することによる。

### 沿革
- 1715年（正徳5年） - 法華寺隠居の余地を東田町在の米屋八左衛門が控地として開発したことに始まる[4]。
- 1878年（明治11年）12月20日 - 名古屋区辰巳町となる[1]。
- 1889年（明治22年）10月1日 - 名古屋市成立に伴い、同市辰巳町となる[5]。
- 1907年（明治40年）7月15日 - 大部分が新栄町に編入される[1]。
- 1908年（明治41年）4月1日 - 東区成立に伴い、同区辰巳町となる[1]。
- 1935年（昭和10年）10月2日 - 中区新栄町に編入され消滅[1]。